# Tivoli (ort i Grenada)
Tivoli är en ort i Grenada. Den ligger i den nordöstra delen av landet, 19 km nordost om huvudstaden Saint George's. Tivoli ligger 32 meter över havet och antalet invånare är 700. Den ligger på ön Grenada.
Terrängen runt Tivoli är kuperad åt sydväst, men åt nordost är den platt. Havet är nära Tivoli österut.  Närmaste större samhälle är Saint George's, 18,8 km sydväst om Tivoli. 